# Maicas
Maicas es un municipio y localidad española de la provincia de Teruel, en la comunidad autónoma de Aragón. El término municipal, ubicado en la comarca de las Cuencas Mineras, tiene una población de 35 habitantes (INE 2024). 

## Geografía
El municipio tiene un área de 24,74 km² con una población de 31 habitantes (INE 2022) y una densidad de 1,54 hab./km².

## Historia
En 1328, Alfonso IV vendió Huesa y sus aldeas a Pedro de Luna, pasando a formar parte de Sesma de la Honor de Huesa en la Comunidad de Aldeas de Daroca, comunidad de aldeas que en 1838 fue disuelta.
Hacia mediados del siglo XIX, el lugar tenía contabilizada una población de 279 habitantes. Aparece descrito en el decimoprimer volumen del Diccionario geográfico-estadístico-histórico de España y sus posesiones de Ultramar de Pascual Madoz de la siguiente manera:

MAICAS: l. con ayunt. en la prov. de Teruel (12 leg.), part, jud. de Segura (1), aud. terr. y dióc. de Zaragoza (12), c. g. de Aragon. Se halla sit. entre peñascos y á corta dist. del rio Aguas; está bien ventilado y su clima es sano. Se compone de unas 70 casas de mediana construccion, sin cosa notable que merezca reseñarse, pues el principal edificio es la igl. parr. dedicada á San Juan Bautista, la cual se halla servida por un cura de tercer ascenso y provision ordinaria; hay una escuela de instruccion primaria, á la que concurren 12 niños, cuyo maestro se halla dotado con 9 cahices de trigo pagados por reparto entre los vec.: una fuente, de cuyas aguas se surten los hab., la cual tiene su nacimiento en direccion N. y á muy corta dist. de la pobl.; tiene por último un cementerio que en nada perjudica á la salud pública. Confina el térm. al N. con Huesa y Plou; E. Cortes; S. La Hoz de la Vieja y Segura, y O. este último y Anadon. El terreno es muy escabroso con elevados peñascos; tiene un trozo pequeño de vega, una deh. de pastos perteneciente á propios, algun arbolado de chopos y un monte de carrascas. Los caminos generalmente son de herradura pasando por el térm. la carretera que de la Tierra Baja va á Zaragoza. El correo se recibe de la cab. del part. 2 veces á la semana. prod.: trigo muy bueno, cebada, avena, azafran, algun vino y aceite; hay ganado lanar y cabrío, y caza de conejos y perdices. pobl.: 70 vec., 279 alm. riqueza imp.: 27,425 reales.
(Madoz, 1848, p. 28)

## Demografía
Maicas cuenta con una población de 35 habitantes (INE 2024).
| Gráfica de evolución demográfica de Maicas entre 1842 y 2021                                                        |
| |
| Población de derecho según los censos de población del INE Población de hecho según los censos de población del INE |

## Administración y política
| Período   | Alcalde                          | Partido     |  |
| --------- | -------------------------------- | ----------- |  |
| 1979-1983 | Donato Bernal Royo               | UCD         |  |
| 1983-1987 |                                  |             |  |
| 1987-1991 |                                  |             |  |
| 1991-1995 |                                  |             |  |
| 1995-1999 |                                  |             |  |
| 1999-2003 |                                  |             |  |
| 2003-2007 |                                  |             |  |
| 2007-2011 |                                  |             |  |
| 2011-2015 | María del Pilar Aguilar Palacios | PSOE-Aragón |  |

| Partido político    | Partido político                                   | 2003   | 2007   | 2011   | 2015   |
| Partido político    | Partido político                                   | Ediles | Ediles | Ediles | Ediles |
|                     | Partido de los Socialistas de Aragón (PSOE-Aragón) | 1      | 1      | 3      | 1      |
| Total de concejales | Total de concejales                                | 1      | 1      | 3      | 1      |